# ماك كون
ماك كون هو لاعب فروسية استعراضية ‏ كندي، ولد في 23 أغسطس 1952 في ممفيس في الولايات المتحدة.

## وصلات خارجية
- ماك كون على موقع أوليمبيديا (الإنجليزية)